# 油果樟属
油果樟属（学名：Syndiclis）是樟科下的一个属，为常绿乔木植物。该属共有约10种，分布于中国云南东南部、贵州西南部、广西南部、广东、海南以及不丹。